# Доњи Кокоти
Доњи Кокоти је насељено мјесто у граду Подгорици у Црној Гори. Према попису из 2023. било је 1.690 становника. Налази се на пет километара од Подгорице.

## Историја и географија
Доњи Кокоти су део историјске регије Љешкопоље и припадају њеном нижем делу. Смештено на равници, на обалама река Мораче и Ситнице, Доњи Кокоти налазе се на 22 метра надморске висине.
До завршетка Другог светског рата у насељу је било стотинак домаћинстава. Од тада до данас, популација Доњих Кокота непрекидно расте а након пописа становништва одржаног 2011. године, број становника први пут био је већи од 1,000.
Доњи Кокоти налазе се уз магистрални пут М-2.3, једну од најфреквентнијих саобраћајних веза у Црној Гори.

## Привреда
С обзиром на добру саобраћајну повезаност и ширење урбаних делова Подгорице, Доњи Кокоти у новијем периоду постају све значајнији привредни центар. На подручју насеља данас се налази више грађевинских предузећа, погони за сепарацију шљунка на обали Мораче, представништва и салони произвођача аутомобила и компанија које се баве увозом и извозом. У близини Доњих Кокота налази се и Универзитет Доња Горица.

### Пољопривреда
Изворна делатност која је и данас најзаступљенија међу локалним становништвом је пољопривреда. Смештени у равници, при ушћу реке Ситнице у Морачу, Доњи Кокоти имају бројне потенцијале за узгајање агрикултура. У данашњем времену, највећи део производње односи се на културе лубенице, брескве, грожђа, осталог воћа, парадајза, кромпира и другог.
Део становништва бави се сточарством. Раније, мештани су се бавили риболовом у рекама Ситница и Морача.
Током трајања СФР Југославије, Доњи Кокоти били су један од значајних центара задругарске пољопривредне производње у тадашњем Титограду.

## Демографија
Према подацима са пописа становништва у Црној Гори 2011. године, у насељу Доњи Кокоти живи 1,080 становника. Тренд сталног раста популације у Доњим Кокотима присутан је још од 1948. године, с тим што је током последњих 30 година постао знатно динамичнији.
Доњи Кокоти углавном су насељени Црногорцима, којих је према попису из 2003. године 62 одсто. По верском опредељењу, доминантну већину популације чине православци (88,70%).
|  |

| Демографија | Демографија | Демографија |
| Година      | Становника  | Становника  |
| ----------- | ----------- | ----------- |
|             |             |             |
|             |             |             |
|             |             |             |
|             |             |             |
| 1948.       | 303         |             |
| 1953.       | 333         |             |
| 1961.       | 405         |             |
| 1971.       | 421         |             |
| 1981.       | 523         |             |
| 1991.       | 581         |             |
| 2003.       |             | 772         |
| 2011.       |             | 1.073       |

| Етнички састав према попису из 2003.‍ | Етнички састав према попису из 2003.‍ | Етнички састав према попису из 2003.‍ | Етнички састав према попису из 2003.‍ | Етнички састав према попису из 2003.‍ |
| ------------------------------------ | ------------------------------------ | ------------------------------------ | ------------------------------------ | ------------------------------------ |
|                                      |                                      |                                      |                                      |                                      |
| Црногорци                            | Црногорци                            |                                      | 519                                  | 67,22%                               |
| Срби                                 | Срби                                 |                                      | 201                                  | 26,03%                               |
| Албанци                              | Албанци                              |                                      | 8                                    | 1,03%                                |
| Југословени                          | Југословени                          |                                      | 6                                    | 0,77%                                |
| Хрвати                               | Хрвати                               |                                      | 2                                    | 0,25%                                |
| Руси                                 | Руси                                 |                                      | 1                                    | 0,12%                                |
| Македонци                            | Македонци                            |                                      | 1                                    | 0,12%                                |
| непознато                            | непознато                            |                                      | 7                                    | 0,90%                                |